# تيو (ملحن)
تيو (بالبيلاروسية: Юрый Вашчук) هو موزع موسيقي ومغني وملحن بيلاروسي، ولد في 24 يناير 1983 في Khidry ‏ في روسيا البيضاء.

## وصلات خارجية
- تيو على موقع ميوزك برينز (الإنجليزية)
- تيو على موقع أول ميوزيك (الإنجليزية)
- تيو على موقع ديسكوغز (الإنجليزية)